# Carrousel (film, 1956)
Pour les articles homonymes, voir Carrousel.
Pour plus de détails, voir Fiche technique et Distribution.
Carrousel (titre original complet : Rodgers and Hammerstein's Carousel) est un film musical américain réalisé par Henry King, sorti en 1956.

## Synopsis
L'histoire tourne autour de Billy Bigelow, un aboyeur de carrousel grossier, macho, et Julie Jordan, une jeune et innocente ouvrière d'usine, tous deux vivant leur vie bien remplie dans la petite ville de Boothbay Harbor, dans le Maine. Ils tombent amoureux l'un de l'autre, mais sont renvoyés de leur travail respectif pour différentes raisons. Billy parce qu'il a accordé trop d'attention à Julie et a encouru la colère de la jalouse propriétaire du carrousel et Julie parce qu'elle est restée en dehors du couvre feu imposé par l'entente mais le propriétaire de l'usine sévère, M. Bascombe.
Billy et Julie se marient et vont vivre au spa balnéaire de sa cousine Nettie. Frustré et amer parce qu'il ne trouve pas de travail, Billy frappe Julie (cela n'est pas montré dans le film). Mme Mullin apprend cela et se rend chez Nettie pour offrir à Billy son travail, mais ne le réengagera pas à moins qu'il ne quitte sa femme. Billy semble réfléchir à l'idée lorsque Julie demande à lui parler en privé. Craignant qu'il ne soit enragé, Julie lui dit timidement qu'elle est enceinte. Mais Billy est ravi et refuse fermement l'offre de Mme Mullin. Cependant, nouvellement inquiet de ne pas avoir assez d'argent pour subvenir aux besoins de son enfant et inexpérimenté en quoi que ce soit d'autre, Billy accepte secrètement de se joindre à son copain Jigger Craigin pour voler le riche Bascombe.
Lors d'un clambake sur une île voisine, Billy et Jigger se faufilent sur le continent pour commettre le vol, mais Bascombe, qui n'est généralement pas armé, porte une arme et le vol est déjoué. Alors que Bascombe est momentanément distrait, Jigger s'enfuit et laisse Billy à la merci de la police. Acculé, Billy grimpe sur un tas de caisses, mais elles s'effondrent et Billy tombe sur son propre couteau. Les autres reviennent du clambake, et Julie voit Billy mortellement blessé. Elle se précipite vers lui et il meurt après lui avoir dit ses derniers mots. Julie est dévastée parce qu'elle l'aimait vraiment, même si elle n'a jamais eu le courage de le dire à haute voix.
Quinze ans plus tard, dans l'autre monde (apparemment la porte arrière du paradis), Billy apprend qu'il peut revenir un jour sur Terre pour se faire pardonner. Billy revient pour trouver sa fille Louise émotionnellement marquée parce qu'elle est constamment raillée par le fait que son père a tenté de commettre un vol. Ne lui disant pas qui il est, Billy se rend visible, essaie de lui remonter le moral et lui donne une étoile qu'il a volée au ciel. Louise le refuse, effrayée, et Billy, désespéré, lui gifle la main. Elle se précipite à l'intérieur de la maison et informe Julie de ce qui s'est passé, disant qu'elle n'a pas ressenti une gifle, mais un baiser. Billy essaie de se rendre invisible avant que Julie ne puisse le voir, mais elle l'a aperçu pendant une fraction de seconde et sent qu'il est revenu pour une raison. Billy demande à son guide céleste la permission d'aller au lycée de Louise, et là, il donne silencieusement à Louise et à Julie la confiance dont elles ont besoin et la connaissance qu'en dépit de tout, il aimait Julie.

## Fiche technique
- Titre original : Carousel
- Titre original alternatif (complet)  : Rodgers and Hammerstein's Carousel
- Titre français : Carrousel
- Réalisateur : Henry King
- Scénario : Phoebe et Henry Ephron, d'après le livret d'Oscar Hammerstein II pour la comédie musicale éponyme (créée à Broadway en 1945) et l'adaptation par Benjamin F. Glazer de la pièce Liliom de Ferenc Molnár
- Photographie : Charles G. Clarke
- Montage : William Reynolds
- Musique : Richard Rodgers
- Direction musicale : Alfred Newman
- Lyrics : Oscar Hammerstein II
- Chorégraphie : Rod Alexander et Agnes de Mille (chorégraphie originale pour le 'Ballet de Louise', Starlight Carnival)
- Direction artistique : Jack Martin Smith et Lyle R. Wheeler
- Décors  : Chester L. Bayhi et Walter M. Scott
- Costumes : Mary Wills, Charles Le Maire et (non crédité) Sam Benson
- Producteur : Henry Ephron
- Société de production :  20th Century Fox
- Société de distribution :  20th Century Fox
- Pays d'origine :  États-Unis
- Langue :  Anglais américain
- Tournage : du 22 août 1955 au 25 novembre 1955
- Format : Couleurs (CinemaScope 55) — 35 mm — 2,35:1 — Son : 4-Track Stereo (Westrex Recording System)
- Genre : Film dramatique, Film musical
- Durée : 128 minutes
- Dates de sortie  : 
  - États-Unis : 16 février 1956
  - France : 23 mai 1956

## Distribution
- Gordon MacRae : Billy Bigelow
- Shirley Jones : Julie Jordan
- Cameron Mitchell : Jigger Craigin
- Barbara Ruick : Carrie Pipperidge
- Claramae Turner : Nettie Fowler
- Robert Rounseville : Enoch Snow
- Gene Lockhart : Le gardien du ciel / le docteur Seldon
- Audrey Christie : Mme Mullin
- Susan Luckey : Louise Bigelow
- William LeMassena : Un ami céleste
- John Dehner : David Bascombe
- Jacques d'Amboise : Le partenaire de danse de Louise (ballet Starlight Carnival)
- Angelo Rossitto (non crédité) : Le nain
- Lili Gentle